# Nanteuil-Auriac-de-Bourzac
 Nanteuil-Auriac-de-Bourzac  (en occitano Nantuelh e Auriac de Borzac) es una población y comuna francesa, situada en la región de Aquitania, departamento de Dordoña, en el distrito de Périgueux y cantón de Verteillac.

## Demografía
| 482 | 412 | 384 | 311 | 275 | 252 |
| Para los censos de 1962 a 1999 la población legal corresponde a la población sin duplicidades (Fuente: INSEE [Consultar]) |     |     |     |     |     |